# Dervix

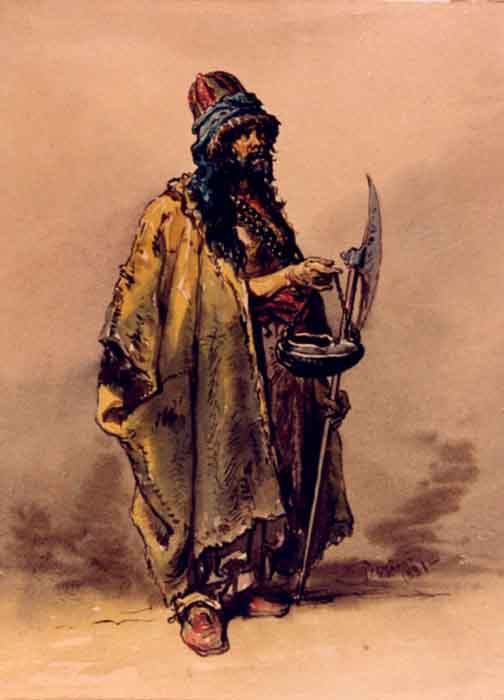
Un dervix, vora el 1860.

Dervix (derivat de l'àrab i del persa درویش) són membres de confraries sufís. La paraula derivaria del persa darveix (o darweix, àrab darwix) i inicialment volia dir 'que demana almoina a cada porta', però no és clar si fou aquesta paraula la que va originar l'accepció 'dervix' com a membre de confraria religiosa. A Turquia i Pèrsia, conserva un significat més proper a l'original i vol dir 'monjo mendicant' (àrab faqih). Al Marroc i Algèria, els dervixos són anomenats ikhwan ('germans', pronunciat khwan). Els seguidors de Rumi s'anomenen així.

## Història
Les primeres confraries n'aparegueren en temps dels seljúcides: els qadirites, fundats per Abd-al-Qàdir al-Jilaní (mort 1166), són la més antiga que ha subsistit fins avui dia i la més definida històricament. Després, en van seguir moltes altres, generalment fundades per santons (o en part derivades d'escissions).
El seu ritu comú principal és el dhikr (commemoració d'Al·là). En algunes confraries, són habituals les manifestacions extremes, com clavar-se agulles, caminar sobre brases roents i d'altres, que en general són possibles per una estat quasi hipnòtic. El nombre de membres que viu als monestirs o viuen com a mendicants és reduït avui dia, però en algunes èpoques fou més important.
Els estats han intentat controlar aquestes confraries. Així, a Egipte, el Shaykh al-Bakrí, fidel al govern, en té autoritat sobre totes; en altres països, hi ha també caps estatals, regionals o locals.
Les dones també poden ser dervixos, ja que en el sufisme tenen els mateixos drets que l'home. A l'edat mitjana, vivien generalment recloses en convents especials, però modernament això ha disminuït sensiblement.
Els principals moviments moderns foren:
- Els dervixos del Sudan, dirigits pel Mahdí.
- Els dervixos de Somàlia, dirigits pel Diiriye Guure (vegeu Daraawiish).